# Вепр
Вепр («Вепрь») — украинский автомат, разработанный Научно-техническим центром точного машиностроения Украины на базе советского 5,45-мм автомата Калашникова АК74.

## История
Предложение о разработке автомата поступило от начальника одной из баз хранения оружия Анатолия Анатольева и было утверждено Министерством обороны Украины. Руководителем программы работ являлся главный конструктор НТЦТМ Сергей Наумов.
Образец автомата был впервые представлен на пресс-конференции 28 августа 2003 года в Киеве. Как сообщил на пресс-конференции директор НТЦТМ Александр Селюков, стоимость разработки автомата составила 100 тыс. долларов США, однако для начала серийного производства потребуются дополнительные инвестиции в размере около 500 тыс. долларов США. Первоначально, войсковые испытания планировали завершить в мае 2004 года и в сентябре 2004 года «Вепрь» должны были принять на вооружение украинской армии. По состоянию на октябрь 2004 года, с использованием деталей от автоматов Калашникова было изготовлено 10 опытных образцов автомата «Вепрь», которые были направлены на войсковые испытания, серийное производство начато не было.
Изначально рассчитанная себестоимость переделки одного АК74 в автомат «Вепр» для украинской армии составляла 155 гривен. После появления в 2004 году варианта «Вепр» с возможностью установки модернизированного подствольного гранатомёта стоимость одного автомата была определена на уровне 150—160 долларов США.
По состоянию на август 2013 года, на вооружение не поступал и на экспорт не поставлялся.
По состоянию на начало марта 2014 года, на вооружении украинской армии автоматов «Вепрь» не имелось.
В апреле 2015 года на выставке «Волонтёр Экспо» в Киеве был представлен демонстрационный образец 7,62-мм автомата АКМ, в инициативном порядке переделанный по образцу автомата «Малюк» 2003 года старшим лейтенантом батальона «Киев-2» МВД Украины Романом Сапальовым. Представитель оружейной мастерской Наталья Куцкая сообщила журналистам, что этот автомат уже использовали в боях под Счастьем, Волновахой и Мариуполем. Также она сообщила, что стоимость переделки одного автомата АКМ по предложенной схеме составляет 5200 гривен. По словам конструктора, 2-3 человека способны переделать до 20 автоматов автоматов Калашникова в месяц.
Также, в сентябре 2015 было объявлено о подписании контракта на изготовление опытной партии автоматов «Малюк», производство которой планировали организовать на Красиловском агрегатном заводе, однако в дальнейшем было установлено, что стоимость автоматов является завышенной.
В дальнейшем, программа получила дополнительное развитие. Киевская компания ООО «Политеко Аэро» и научный парк «Киевская политехника» представили проект «Штурмовая винтовка», который 19 октября 2015 года вошёл в число победителей IV международного фестиваля инновационных проектов «Sikorsky Challenge 2015» и получил финансирование в размере 2 640 000 гривен из средств Фонда научно-технического развития Украины им. В. С. Михалевича.
В марте 2016 года было объявлено о том, что некоторое количество автоматов «Малюк» передано для проведения испытаний в спецподразделения Украины.
9 октября 2018 года на проходившей в Киеве оружейной выставке «Зброя та безпека-2018» был представлен новый образец автомата «Малюк» (с усовершенствованным ударно-спусковым механизмом, который обеспечивает темп стрельбы в 700 выстрелов в минуту).

## Описание
Автомат разработан на основе конструкции автомата АК74, многие детали и узлы которого используются в автомате «Вепрь» и являются взаимозаменяемыми. Скомпонован по схеме «булл-пап».
Помимо компоновки, изменения коснулись элементов управления автоматом. Рукоять затвора вынесена далеко вперед над стволом оружия и может быть переставлена с правой стороны на левую, при стрельбе она остаётся неподвижной. Тем самым это позволило убрать характерную калашниковскую щель между крышкой и ствольной коробкой, но в результате появился широкий сквозной вырез над цевьём и пистолетной рукояткой. Переключатель предохранителя представляет собой поперечный движок, который размещается над спусковым крючком, что положительно сказалось на скорости приведения оружия в боевую готовность и тишину работы при переключении, однако переводчик режимов огня остался справа, под окном для выброса гильз и оперировать им без изменения хвата невозможно.
Фурнитура (цевье, затыльник приклада, пистолетная рукоять и ствольная накладка) изготовлена из пластмассы чёрного цвета. Несмотря на то, что практически все элементы оружия металлические, продолжительный контакт стрелка с металлом практически исключён. Поскольку ствол практически полностью закрыт пластмассовыми накладками, это исключает его неравномерное охлаждение.
Первые автоматы оснащались прицельными приспособлениями от АК74, но так как прицельная линия сократилась из-за изменения компоновки оружия, то было решено заменить целик на диоптрический. Также как и мушка, на высокой стойке установлен и целик, сама стойка имеет возможность складываться. Помимо стандартных прицельных приспособлений, на автомат можно установить оптический, ночной или коллиматорный прицел, устанавливаемый на крепление типа "Ласточкин хвост".
Автомат «Вепрь» использует стандартные 30-патронные магазины от автомата АК74, также возможно использование магазинов на 45 патронов от РПК.

## Варианты и модификации

Плакат автомат Малюк

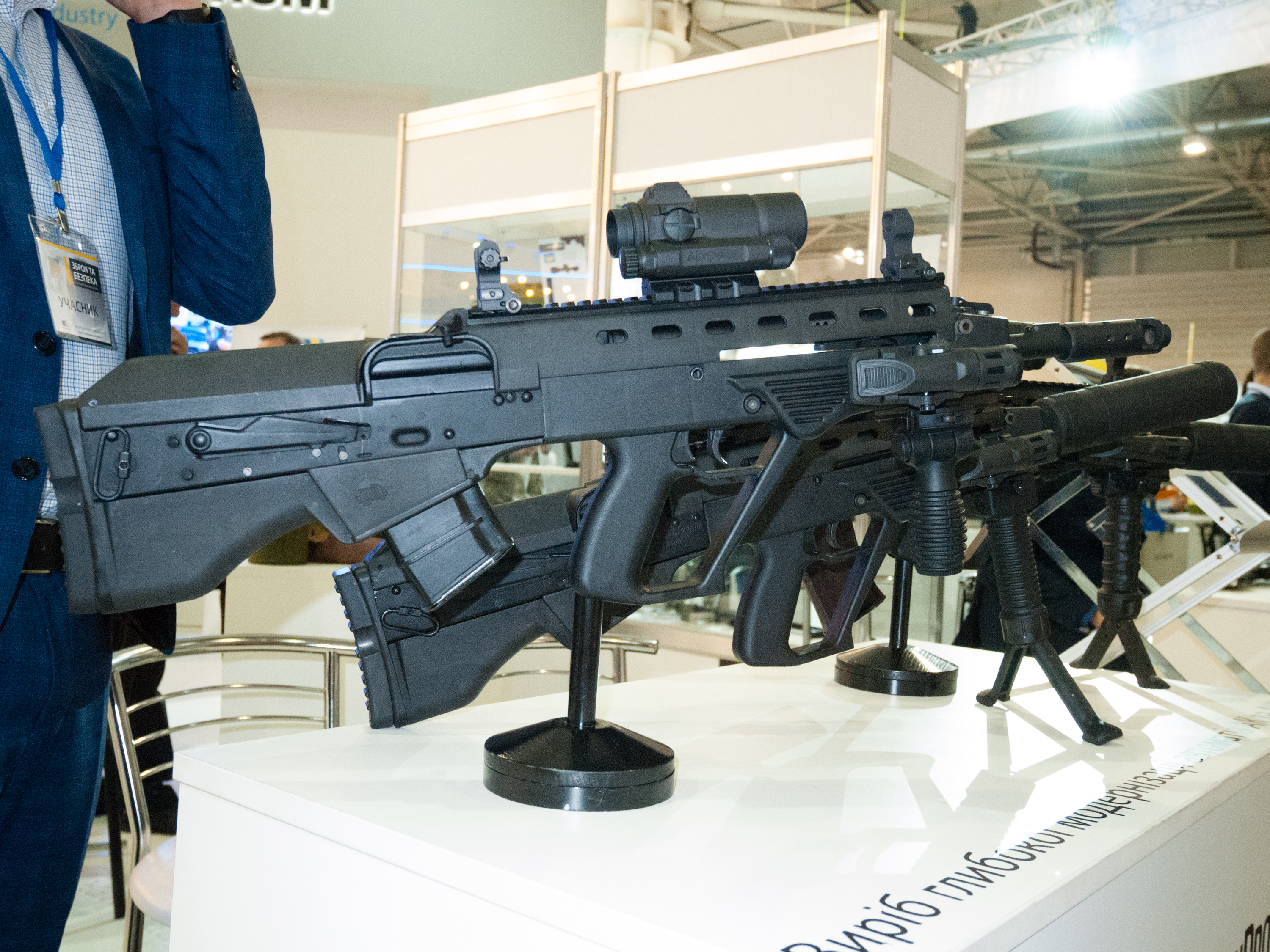
"Малюк" на выставке в Киеве 10 октября 2017

- 7,62-мм охотничье-промысловый карабин «Вепрь», модель 1994 года — самозарядный вариант, разработан на базе автомата АКМ под патрон 7,62×39 мм, демонстрационный экземпляр был представлен на оружейной выставке «Оружие-95» в Киеве. Серийно не производился. Демонстрационный образец был снабжён двумя магазинами — на 5 и 10 патронов[20].
- 5,45-мм автомат «Вепрь», модель 2001 года — один опытный экземпляр, проходил испытания в спецподразделении «Титан» МВД Украины[21].
- 5,45-мм специальная снайперская винтовка «Вепрь» («Вепрь-2») на базе автомата «Вепрь», с оптическим прицелом (разработана в 2001 году по программе «Снайпер-1», выпущена в одном экземпляре)[21].
- «Вепр», модель 2003 года[1], с пластиковой фурнитурой и диоптрическим прицелом.
- «Вепр», стрелково-гранатомётный комплекс 2004 года — с 40-мм подствольным гранатомётом, разработанным на базе ГП-25[1]. Хотя общий вес автомата увеличивается, с установленным гранатомётом оружие становится более устойчивым при стрельбе, его баланс становится более привычным. При установленном гранатомёте, предохранитель автомата играет роль и предохранителя гранатомёта. Кроме того, одновременно нажать спусковые крючки автомата и гранатомёта нельзя.
- 5,45-мм автомат «Малюк» — компактная версия с 415 мм стволом и прицельной планкой Пикатинни на ствольной коробке. Разработка автомата началась в 2005 году при участии специалистов компании ООО «Интерпроинвест» с учётом опыта, полученного при разработке автоматов «Вепр». Первый экспериментальный образец получил наименование «Вулкан-М». Второй образец, в конструкцию которого было внесено 12 изменений и усовершенствований (регулируемый отражатель стреляных гильз, защелка магазина за спусковым крючком, съемные механические прицельные приспособления, возможность установки глушителя, крепление для установки съемных сошек), получил наименование «Малюк»[22]. Был изготовлен один демонстрационный экземпляр[23]. В январе 2015 года автомат был показан ещё раз — на Гончаровском полигоне в Черниговской области, при этом на крышке ствольной коробки был установлен коллиматорный прицел[24].

## Аксессуары
- коллиматорный прицел, разработанный для автомата «Вепрь» Анатолием Спиваком[1];
- тактический ремень.
- Глушитель Типа G2